# El Carito (paroisse civile)
Pour les articles homonymes, voir El Carito.
El Carito est l'une des trois divisions territoriales et statistiques dont l'une des deux paroisses civiles de la municipalité de Libertad dans l'État d'Anzoátegui au Venezuela. Sa capitale est El Carito.

## Géographie

### Relief
Le territoire est dominé par les trois sommets au nord que sont les cerros La Esperanza et Zamuro et la banco del Corozo, et au sud par l'alto Juajualito.

### Démographie
Hormis sa capitale El Carito, la paroisse civile possède plusieurs localités, dont :
- El Carito
- La Riquiera